# مستعر أعظم SN 1994D

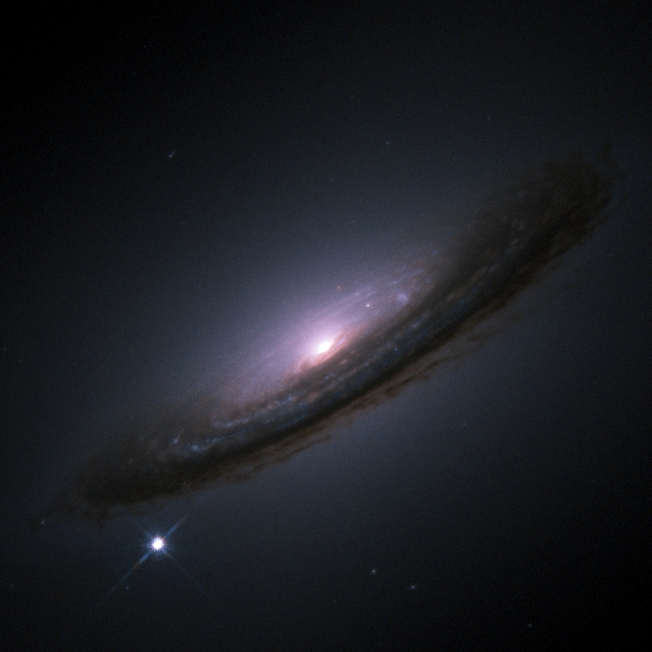
مستعر أعظم SN1994D ، صورة من تلسكوب هابل الفضائي ، يرى في الجزى السفلي اليساري من الصورة، حدث في 3 مارس 1993

كان SN 1994D أحد أحداث مستعر أعظم من النوع Ia ، يقع بالقرب من المجرة NGC 4526 (نظر الصورة). تم تصويرها عند 9.0 درجة غربًا و 7.8 درجة جنوب مركز المجرة وتقع في وسط سحابة غبار بارزة. كان سببها انفجار نجم قزم أبيض مكون من الكربون والأكسجين. وتم اكتشاف هذا الحدث في 7 مارس 1994 بواسطة RR Treffers وزملائه باستخدام التلسكوب الآلي 30 بوصة في مرصد Leuschner . وصل هذا المستعر الأعظم إلى ذروة السطوع المرئي بعد أسبوعين في 22 مارس.
كان النجم على بعد 50 مليون سنة ضوئية من الأرض ، مما يعني أنه قد انفجر بالفعل قبل 50 مليون سنة عندما تم رصد الحدث من مدار حول الأرض في عام 1994.
تشير نمذجة منحنى الضوء إلى أن الانفجار كان مرئيًا في حوالي 3-4 مارس. تم إجراء اكتشاف محتمل للهيليوم في الطيف بواسطة WPS Meikle وزملائه في عام 1996. هذه المستعر الأعظم يحتاج إلى كتلة بين 0.014 إلى 0.03 كتلة شمسية من الهيليوم لأن يحدث.
```
SN 1994D عندما أكتشف كان لها شدة لمعان  
قدر ظاهري
  15,2 mag.
[
5
]
 وبعد ذلك اشتد تألقه حتى أصبح بقدر ظاهري   11,8 mag.
[
6
]
```

## أنظر أيضا
- تاريخ مراقبة المستعر الأعظم

## للقراءة المتعمقة
- Branch، David؛ وآخرون (يونيو 2005). "Comparative Direct Analysis of Type Ia Supernova Spectra. I. SN 1994D". The Publications of the Astronomical Society of the Pacific. ج. 117 ع. 832: 545–552. arXiv:astro-ph/0503165. Bibcode:2005PASP..117..545B. DOI:10.1086/430135.

## روابط خارجية
- منحنيات وأطياف الضوء نسخة محفوظة 26 أبريل 2021 على موقع واي باك مشين. في كتالوج Open Supernova نسخة محفوظة 3 مارس 2016 على موقع واي باك مشين.